# Gustaf Näsström
Nils Gustaf Näsström, född 2 januari 1899 i Östersund, Jämtlands län, död 30 maj 1979 i Förslövs församling, Kristianstads län, var en svensk journalist, skribent och kulturhistoriker.
Näsströms främsta verk som författare och folkbildare är den historiska bilderboken Forna dagars Sverige (1–3, 1941–1962).

## Biografi
Gustaf Näsström avlade studentexamen vid Östersunds högre allmänna läroverk 1917 och inskrevs samma år vid Stockholms högskola, där han blev fil. kand. 1925.
Han verkade därefter som journalist och konstkritiker vid Stockholms Dagblad 1927–1931 och sedan i Stockholmstidningen 1932–1964, där han även var chefredaktör 1956–1958. 
Näsström medverkade i många radioprogram från 1932, och TV-program från 1957. 1957–1959 låg han bakom TV-serien Liv och leverne och 1959 Vi går och tittar i Sveriges Television. Näsström skapade tillsammans med Lennart Ehrenborg (1923-2017) televisionens första serie kulturdokumentärer 1957–1959, och han bidrog 1964 med speakertext till den första färgfilmen som gjordes om en svensk medeltidskyrka.
Han var 1954–1955 ordförande i Publicistklubben, och 1952–1956 ordförande för Sveriges Pressarkiv och Pressmuseum, numera ingående i Riksarkivet.
Näsström blev korresponderande ledamot av Vitterhetsakademien 1950, och ordförande i Bellmanssällskapet 1971.
Han var också två gånger drivande i insamlingar av medel till Ytterlännäs gamla kyrka, som hans farfar hade agerat i för att rädda undan rivningshotet 1850.
Näsström blev allmänt känd som slagfärdig och raljant konstkritiker. Genom forskning, tidningsartiklar och föredrag dokumenterade han sitt stora intresse för Norrland, särskilt Jämtland och sin barndoms Östersund.